# Repicbook
repicbook株式会社（リピックブック）は、実用書、児童書、絵本等の企画、制作、編集、出版、販売を目的に設立された出版社。書店卸取引先は、株式会社トーハン、日本出版販売株式会社、楽天ブックスネットワーク株式会社。

## 刊行書籍
2014年10月

・でんしゃで10こ目（えがわ じゅんこ）

2015年6月

・おたまちゃんとたまきちくん　 ～うみにいこう♪～（えがわ じゅんこ）

2015年11月

・チーズの島と15ひきのネズミ（絵：ふくしま のりこ、文：えがわ じゅんこ、原案：すわべ しんいち）

2016年3月

・おおぐい　おじさん（絵：えがわ じゅんこ、文：すわべ しんいち）

2016年6月

・身近なものでつくる　自由工作（菅原 はるみ）

2016年12月

・貴和製作所監修　はじめてでも、かんたん。手作りアクセサリー（貴和製作所）

2017年10月

・貴和製作所監修　かんたんで、かわいい。手作りアクセサリー 2（貴和製作所）

・子どもの考える力を育てる 　ゼロから学ぶプログラミング入門（すわべ しんいち）

2018年1月

・毎日の美ボディ習慣（島田 ひろみ）

2018年3月

・2歳児サバイバルライフ（2歳児の子育てを楽しむ本制作委員会 With 太白区育児サークル応援隊たい子さん）

2018年5月

・世界一おいしいダイエット（藤本 なおよ）

2018年6月

・PARTS CLUB 監修　手作りアクセサリーBOOK（PARTS CLUB）

2018年7月

・キャプテン翼のつくり方（高橋 陽一）

2018年10月

・犬ぞり探検家が見た！  ふしぎな北極のせかい（山崎 哲秀）

・パパとママの育児戦略（NPO 法人ファザーリング・ジャパン）

2019年4月

・おなか ぺったんこ　腸筋レシピ（金子 あきこ）

2019年7月

・癒しの虫たち（川邊 透、前畑 真実）

2019年8月

・人生をぐるっと変える　まるっと経済学（澤 昭人）

2019年9月

・ジャパニーズ・ウイスキーで世界に挑む　新世代蒸留所からの挑戦状（すわべ しんいち）

2019年11月

・経済ニュースが簡単に理解できる　まるっと経済学（澤 昭人）

2020年1月

・ぶっ壊す力（立花 孝志）

2020年4月

・ムダに悩まない理想の自分になれる　超客観力（メンタリストDaiGo）

・パラグアイの伝統手芸　はじめてのニャンドゥティ（千森 麻由）

・ビギナーズ 手作りアクセサリー １００（PARTS CLUB）

2020年8月

・堀江貴文と宇宙に挑む民間ベンチャー企業の勇敢な社長たち（すわべ しんいち）

2020年11月

・宇宙飛行士は見た　宇宙に行ったらこうだった！（宇宙飛行士　山崎 直子）

・京大生と頭脳バトル 謎解きアカデミー（京都大学謎解き制作団体　ハードナッツ）

2021年3月

・小学生でも理解できる　グラレコで学ぶ経済本（澤 昭人）
2021年5月
・京大生と頭脳バトル 謎解きアカデミー2（京都大学謎解き制作団体　ハードナッツ）
2021年7月
・昆虫館はスゴイ！（全国昆虫施設連絡協議会）
2021年8月
ふしぎなお天気のいろいろ（小林 正寿）
2021年9月
・藤﨑流 関係力（藤﨑 忍）
2021年12月
・松丸家の育て方（メンタリスト DaiGo/ 松丸 亮吾/ 松丸 悟/ 松丸 彗吾/ 松丸 怜吾）
2022年2月
・人生が変わる 神レシピ（メンタリストDaiGo、つっしー）
2022年4月
・ふしぎな昆虫のせかい（清水 聡司）
2022年6月
・プラマイゼロの生き方（ひげおやじ）
2022年8月
・昆虫館はスゴイ! ２（全国昆虫施設連絡協議会）
2022年9月
・科学的 酒のつまみ（つっしー、鈴木 祐）
2023年4月
・4つの箱で理解する簿記会計（澤 昭人）
2023年6月
・チャットGPT時代の小学生の必読本！　プログラムの基本を知ることで考える力が身につく（すわべ しんいち）
2023年7月
・令和元年　母がボケました。（横田 たかこ）